# Carlo Palermo
Pour les articles homonymes, voir Palermo.
Carlo Palermo, né le 28 septembre 1947 à Avellino est un avocat et magistrat enquêteur italien, procureur adjoint à Trento de 1975 à 1984 et à Trapani jusqu'en 1989. Par la suite, il a démissionné de la magistrature.

## Biographie
Carlo Palermo se fait remarquer en tant que magistrat après son enquête criminelle sur un réseau international de trafic de drogue et d'armes, impliquant des politiciens à Trente en 1980, et examinant les liens entre la mafia, la franc-maçonnerie et les organisations d'espionnage bulgares et syriennes. Palermo lui-même était accusé d'avoir violé les privilèges parlementaires et obligé de se présenter au CSM (Conseil Supérieur de la Magistrature). Il a évoqué le nom du Premier ministre de l'époque Bettino Craxi dans son enquête sur le trafic illégal d'armes. L'affaire lui a été retirée et transférée à un autre juge.
Palermo a déménagé à Trapani (Sicile) en 1985 et a poursuivi ses enquêtes sur les liens politiques avec la la mafia ; remplaçant son ami Giangiacomo Ciaccio Montalto, qui avait été tué par la mafia en 1983. Après quelques mois, la mafia a tenté de tuer Palermo au moyen d'un attentat à la voiture piégée. Palermo n'a été que blessée, mais une jeune mère, Barbara Asta, et ses enfants, les frères jumeaux Salvatore et Giuseppe, ont été tués dans l'explosion. Cet incident est devenu connu sous le nom de stage di Pizzolungo (massacre de Pizzolungo) de 1985 (Pizzolungo est une banlieue d'Erice). Palermo a ensuite décidé de démissionner de la magistrature.
Il s'engage ensuite en politique dans le mouvement antimafia La Rete.

## Publications
- Riflessioni di un giudice, Editori Riuniti, 1987
- L'attentato, Publiprint, 1992
- Il quarto livello: integralismo islamico, massoneria e mafia, Editori Riuniti, 1996
- Il giudice. Frammenti di una storia incompiuta, Reverdito Edizioni, 1997
- Il papa nel mirino. Gli attentati al pontefice nel nome di Fatima, Editori Riuniti, 1998
- Il quarto livello: 11 settembre 2001 ultimo atto ?, Editori Riuniti, 2002
- La bestia. Dai misteri d'Italia ai poteri massonici che dirigono il nuovo ordine mondiale, Sperling & Kupfer, 2018
- X Day - I figli dell'Aurora - VID 21, Il Sacro Monte Editore, 2020
- Il Patto - La piramide rovesciata della loggia π2, Il Sacro Monte Editore, 2021